# Méditerranée (mini-série)
Pour les articles homonymes, voir Méditerranée (homonymie).
Méditerranée  est une mini-série française en 5 épisodes de 105 minutes, réalisée par Henri Helman sur un scénario de Georges Desmouceaux, Yvan Lopez et Olivier Szulzynger et diffusée à partir du 4 juillet 2001, jusqu'au 1er août 2001 sur TF1 et rediffusée sur Série Club ,Téva et sur Numéro 23 dès le 25 juillet 2016. 

## Synopsis
Médecin humanitaire, Marie Valbonne revient dans le village de son enfance, St Circe (Menton), où elle retrouve ses trois sœurs et sa mère.
Alors que son parrain fait une attaque cardiaque, elle décide de prolonger son séjour afin de le remplacer le temps de sa convalescence. C'est aussi l’occasion pour elle de renouer avec Alex Lantosque, son amour d'enfance. Mais au hasard des rencontres, elle fait la connaissance de Pascal dont elle tombe éperdument amoureuse. 
Par hasard, elle apprend que Sabine n'est pas sa sœur. Elle est la fille d'Agnès que cette dernière a eu à l'âge de 15 ans. Sabine rencontre Melvil, qui travaille aux carrières, mais il s'interesse davantage à Agnès. Plus tard, il apprend que Sabine est sa fille. La mère de Agnès et Marie a voulu absolument cacher ce secret de famille et a insisté pour faire passer sa petite-fille pour sa propre fille.   
Guy, le père d'Alex, est arrêté pour trafic et contrefaçon avec Jacques Nils. Lorsqu'il est libéré, il apprend qu'il est atteint d'une tumeur cérébrale. Se sachant condamné, il rend une dernière visite à ses proches et s'en va mourir dans la montagne.
Alex, pour sauver les carrières, s'associe avec Nils sans savoir que c'est lui qui a dénoncé son père aux gendarmes. Nils a l'idée de relancer les carrières inexploitées qui risqueraient de détruire la maison familiale. Nils veut monter un projet immobilier auquel Alex s’oppose. Du coup, ce dernier commandite une explosion aux carrières au cours de laquelle Pierre, le frère d’Alex, est tué tandis qu’Alex est gravement blessé. 
Marie se rend compte alors à quel point elle est amoureuse de lui mais c'est sans compter sur la jalousie démesurée de Pascal...

## Distribution
- Ingrid Chauvin : Marie Valbonne
- Charlotte Kady : Agnès Valbonne
- Julie Dray : Sabine Valbonne
- Laurent Hennequin : Alex Lantosque
- Philippe Caroit : Pascal Bobbio
- Macha Méril : Carla Valbonne
- Sophie de La Rochefoucauld : Béatrice Valbonne-Lambrusse
- Jean-François Stévenin : Guy Lantosque
- Bruno Wolkowitch : Melvil Paoli
- Cris Campion : Marco Lambrusse
- Jean-Pierre Cassel : Jacques Nils
- Julien Guiomar : Docteur Samuel Lodz
- Florence Hautier : Sarah Lodz
- Grégory Fitoussi : Pierre Lantosque
- Tomer Sisley : Mehdi
- Jean-Luc Borras : Major Bellec
- Georges Neri : Joseph Payolle, le maire de Saint Circe
- Delfine Rouffignac : Jeanne
- Julie Bataille : Sylvie
- Babsie Steger : la directrice du foyer
- Denis Karvil : Franck
- Hadrien Delacrose : Levo
- Diane Dozeville : Emma

## Commentaires
Deuxième saga de l'été réalisée par Henri Helman après Tramontane, Méditerranée, son budget a été de 64 millions de francs. Le tournage a eu lieu du 22 novembre 2000 au 31 mars 2001 entre Draguignan, Menton et les environs. 
Diffusé sur TF1 tout l'été 2001, ce feuilleton a passionné environ 7 millions de spectateurs pendant cinq semaines, ce qui est peu comparé aux autres sagas précédentes[réf. souhaitée].